# Giro de Emília de 2017
A 100.ª edição da clássica ciclista Giro de Emília celebrou-se na Itália a 30 de setembro de 2017 sobre um percurso de 223,3 km com início na cidade de Casalecchio di Reno e final no Santuário de Nossa Senhora de São Luca (Bolonha).
A carreira fez parte do UCI Europe Tour de 2017, dentro da categoria 1.hc.
A carreira foi vencida pelo corredor italiano Giovanni Visconti da equipa Bahrain-Merida, em segundo lugar Vincenzo Nibali (Bahrain-Merida) e em terceiro lugar Rigoberto Urán (Cannondale-Drapac).

## Percorrido
O Giro de Emília dispôs de um percurso total de 223,3 quilómetros com lugar de início no município de Casalecchio di Reno, província de Bolonha até Santuário de Nossa Senhora de São Luca (Bolonha).

## Equipas participantes
Tomaram parte na carreira 24 equipas: 11 de categoria UCI Pro Team; 9 de categoria Profissional Continental; 4 de categoria Continental. Formando assim um pelotão de 192 ciclistas dos que acabaram 75. As equipas participantes foram:
| Equipes WorldTeam (11)- Orica-Scott - FDJ - Sky - Bahrain-Merida - UAE Team Emirates - Dimension Data - Trek-Segafredo - Cannondale-Drapac - AG2R La Mondiale - Astana - BMC Racing Team Equipes profissionais Continentais (9)- Cofidis, Solutions Crédits - Wanty-Groupe Gobert - Gazprom-RusVelo - Bardiani CSF - Wilier Triestina-Selle Italia - Androni Giocattoli - Nippo-Vini Fantini - CCC Sprandi Polkowice - Caja Rural-Seguros RGA Equipes Continentais (4)- Sangemini-MG.Kvis - Amore & Vita-Selle SMP-Fondriest - GM Europa Ovini - Unieuro Trevigiani-Hemus 1896 |
| |

## Classificação final
- As classificações finalizaram da seguinte forma:[4]

| \| Classificação geral \| Classificação geral \| Classificação geral \| Classificação geral \| Classificação geral \| \| Ciclista \| Ciclista \| Equipe \| Tempo \| \| \| ------------------- \| ------------------- \| ------------------- \| ------------------- \| ------------------- \| \| 1. \| Giovanni Visconti \| Bahrain-Merida \| 5h31m50s \| \| \| 2. \| Vincenzo Nibali \| Bahrain-Merida \| + 12s \| \| \| 3. \| Rigoberto Urán \| Cannondale-Drapac \| + 15s \| \| \| 4. \| Nicolas Roche \| BMC Racing Team \| + 19s \| \| \| 5. \| Gianni Moscon \| Team Sky \| + 23s \| \| \| 6. \| Alexis Vuillermoz \| AG2R La Mondiale \| + 26s \| \| \| 7. \| Diego Ulissi \| UAE Team Emirates \| + 26s \| \| \| 8. \| Thibaut Pinot \| FDJ \| + 26s \| \| \| 9. \| Jack Haig \| Orica-Scott \| + 33s \| \| \| 10. \| Ben Hermans \| BMC Racing Team \| + 33s \| \| |                   |                   |          |
| |                   |                   |          |
| Fonte: ProCyclingStats |                   |                   |          |
| Classificação geral |                   |                   |          |
| Ciclista | Ciclista          | Equipe            | Tempo    |
| 1. | Giovanni Visconti | Bahrain-Merida    | 5h31m50s |
| 2. | Vincenzo Nibali   | Bahrain-Merida    | + 12s    |
| 3. | Rigoberto Urán    | Cannondale-Drapac | + 15s    |
| 4. | Nicolas Roche     | BMC Racing Team   | + 19s    |
| 5. | Gianni Moscon     | Team Sky          | + 23s    |
| 6. | Alexis Vuillermoz | AG2R La Mondiale  | + 26s    |
| 7. | Diego Ulissi      | UAE Team Emirates | + 26s    |
| 8. | Thibaut Pinot     | FDJ               | + 26s    |
| 9. | Jack Haig         | Orica-Scott       | + 33s    |
| 10. | Ben Hermans       | BMC Racing Team   | + 33s    |

## UCI World Ranking
O Giro de Emília outorga pontos para o UCI Europe Tour de 2017 e o UCI World Ranking, Leste último para corredores das equipas nas categorias UCI Pro Team, Profissional Continental e Equipas Continentais. A seguinte tabela são o barómetro de pontuação e os corredores que obtiveram pontos:
| Posição             | 1.ª | 2.ª | 3.ª | 4.ª | 5.ª | 6.ª | 7.ª | 8.ª | 9.ª | 10.ª |
| Classificação geral | 200 | 150 | 125 | 100 | 85  | 70  | 60  | 50  | 40  | 35   |

| 1.º  | Giovanni Visconti | Bahrain-Merida    | 200 |
| 2.º  | Vincenzo Nibali   | Bahrain-Merida    | 150 |
| 3.º  | Rigoberto Urán    | Cannondale-Drapac | 125 |
| 4.º  | Nicolas Roche     | BMC Racing        | 100 |
| 5.º  | Gianni Moscon     | Team Sky          | 85  |
| 6.º  | Alexis Vuillermoz | AG2R La Mondiale  | 70  |
| 7.º  | Diego Ulissi      | UAE Emirates      | 60  |
| 8.º  | Thibaut Pinot     | FDJ               | 50  |
| 9.º  | Jack Haig         | Orica-Scott       | 40  |
| 10.º | Ben Hermans       | BMC Racing        | 35  |